# Presidentomröstningen i Honduras 1870
Presidentomröstningen i Honduras 1870 hölls den 26 mars och gällde frågan om José María Medina skulle förbli landets president. 95,15 procent röstade för detta, men redan två år sedan tvingades han från makten genom en revolt från Liberalerna. Bakgrunden till omröstningen var att Medina valts till president 1864 och enligt konstitutionen var valbar för en andra period. Dock gjordes en grundlagsreform 1865 vilken förbjöd presidenten att återväljas för en andra period.

## Resultat
| Val                          | Röster | %     |
| ---------------------------- | ------ | ----- |
| För                          | 10 649 | 95 15 |
| Mot                          | 542    | 4.85  |
| Ogiltiga/Blankröster         |        | –     |
| Totalt                       | 11 191 | 100   |
| Registererade väljare/utgång | 25 000 |       |
| Källa: Direct Democracy      |        |       |

### Fotnoter
1. 1 2 3  Honduras, 26 March 1870: José María Medina remaining President Direct Democracy (tyska)